# Foligno (stacja kolejowa)
Foligno (wł: Stazione di Foligno) – stacja kolejowa w Foligno, w prowincji Perugia,  regionie Umbria, we Włoszech. Jest zarządzana przez Centostazioni i Rete Ferroviaria Italiana oraz posiada kategorię złotą. Została wybudowana w 1866 roku wraz z linią Rzym-Ankona, a później rozbudowywana i przebudowywana kilka razy ze względu na zniszczenia spowodowane przez trzęsienia ziemi i bombardowania. Znaczenie stacji jest duże ze względu na fakt, że leży na skrzyżowaniu linii Rzym-Ankona oraz Foligno-Terontola, która łączy stację ze stolicą regionu Perugią.
Rocznie obsługuje około 2,3 mln pasażerów.